# AGV
AGV (фр. Automotrice à grande vitesse - «високошвидкісна автомотриса») — швидкісні потяги 4-го покоління компанії Alstom, які передбачається використовувати у Франції замість теперішніх TGV. На відміну від TGV, рухомих електровозами, розташованими по кінцях поїзда, у AGV двигуни знаходяться під підлогою пасажирських вагонів. Цей принцип використовується в звичайних електричках і в швидкісних поїздах, таких, як німецький Velaro, японський Shinkansen та італійський Pendolino, але в AGV вперше вдалося поєднати цей підхід з розташуванням моторних візків не під самими вагонами, а під зчленуваннями між ними. 
Alstom передбачає використання AGV в конфігурації від семи до чотирнадцяти вагонів, з загальною кількістю місць на 250-650 пасажирів. Експлуатаційна швидкість становитиме 360 км/год. Маса у AGV менша, ніж у попередників, що дозволяє економити електроенергію. AGV на 30% економніший за TGV.
Прототип поїзда був представлений 5 лютого 2008 в присутності президента Франції Ніколя Саркозі.

## Технічні особливості

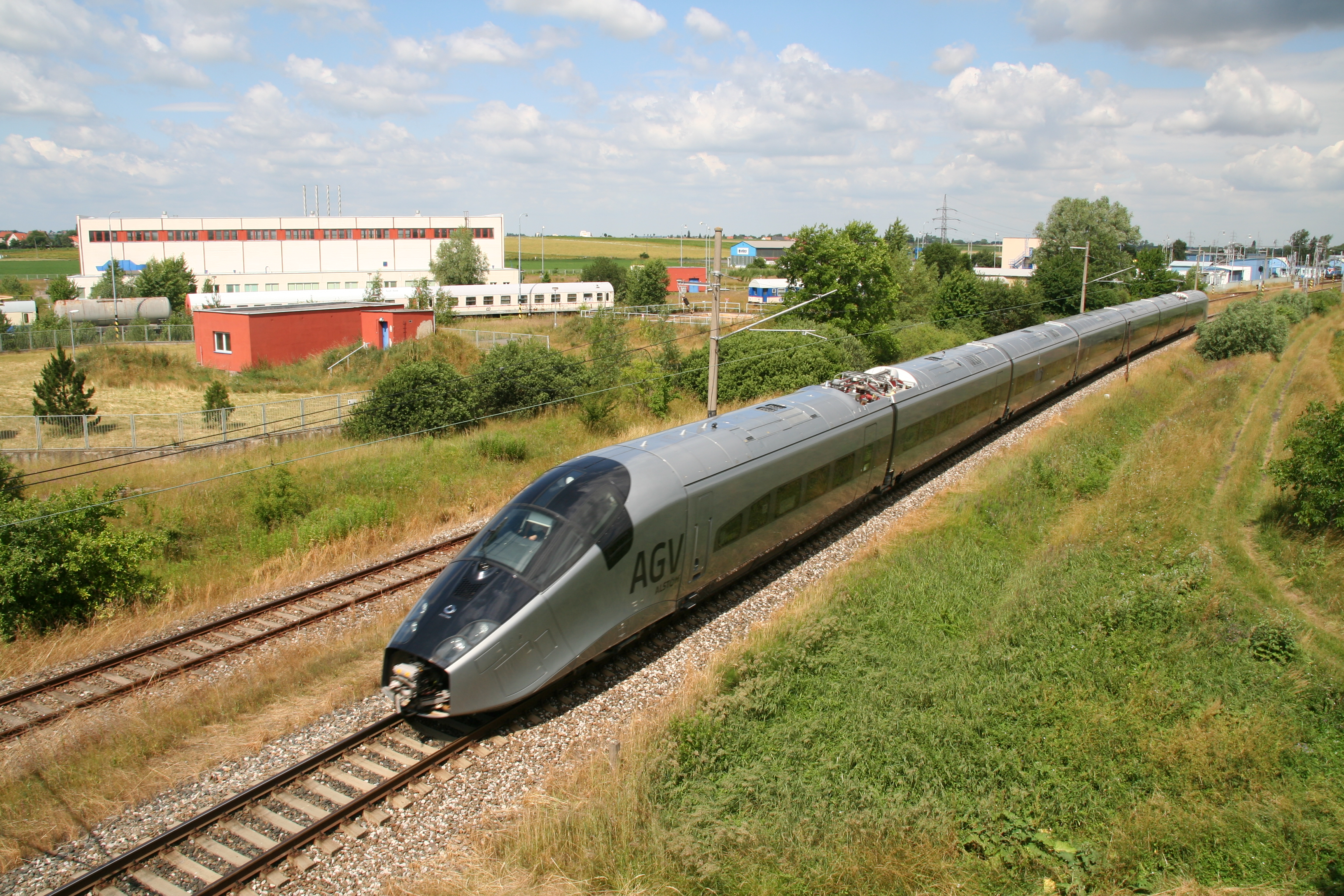
Поїзд Alstom AGV, що рухається зі швидкістю 200 км/год на полігоні Cerhenice в Чехії

При проектуванні AGV була обрана схема електропоїзда з розподіленою тягою, з розташуванням моторних візків під підлогою пасажирських вагонів. Це стало можливим з появою потужних і водночас компактних синхронних двигунів Onix з постійними магнітами. На відміну від класичної компоновки з головним і кінцевим моторними вагонами, не виникає проблема з обмеженням максимального навантаження на вісь, яка в Європі становить 17 тонн.
У AGV, як і у TGV колісні візки розташовані не безпосередньо під підлогою вагонів, а під простором між вагонами. Такий підхід дозволяє вирішити ряд завдань: поліпшити вібро-і акустичний комфорт, збільшити безпеку і зменшити кількість колісних візків.
Синхронні електродвигуни і моторні візки типів, які будуть використовуватися в AGV, були встановлені на модифікованому TGV Duplex, який 3 квітня 2007 успішно пройшов шлях Париж—Страсбург, розвинувши рекордну швидкість 574,8 км/год. Метою експерименту було не тільки встановлення рекорду, але й перевірка різних систем і вимірювання аеродинамічних, акустичних та вібраційних показників, що було використано для поліпшення характеристик розроблюваного AGV.
Профіль носової частини оптимізований для зменшення аеродинамічного опору. У носовому обтічнику також укладені силові конструкції пасивної безпеки, непружна деформація яких здатна поглинути 4,5 МДж енергії при зіткненні.

## Замовники
Першим замовником стала італійська компанія Nuovo Trasporto Viaggiatori (NTV), перша приватна компанія-оператор високошвидкісних поїздів у Європі. Згідно з контрактом, анонсованим 17 січня 2008, має бути поставлено 25 11-вагонних потягів AGV. Комерційна експлуатація планується з весни або початку літа 2011 року на маршруті Рим—Неаполь, а перші поставки — у вересні 2010. Спочатку поїзди будуть рухатися на зниженій швидкості 300 км/год.
Air France—KLM також розглядає вихід на ринок наземних високошвидкісних перевезень і планує закупівлю або лізинг деякої кількості поїздів AGV.
ВАТ Російські залізниці вивчає можливість закупівлі 20 високошвидкісних поїздів AGV виробництва французької компанії Alstom для маршруту Москва — Санкт-Петербург.
AGV підлаштовує ємність і продуктивність підAGV підлаштовує ємність і »AGV, передовий інтегратор технологій (Innotrans 2008)